# SVV in het seizoen 1957/58
Het seizoen 1957/1958 was het vierde jaar in het bestaan van de Schiedamse betaaldvoetbalclub SVV. De club kwam uit in de Eerste divisie A en eindigde daarin op de zevende plaats. Tevens deed de club mee aan het toernooi om de KNVB Beker, hierin werd in de tweede ronde verloren van Stormvogels (2–4).

## Wedstrijdstatistieken

### Eerste divisie A
|       | AGOVV | Alkmaar '54 | D.F.C | DWS   | EDO   | Excelsior | De Graafschap | Helmond | HVC   | RBC   | Roda Sport | Vitesse | Volendam | VSV   | Willem II |
| ----- | ----- | ----------- | ----- | ----- | ----- | --------- | ------------- | ------- | ----- | ----- | ---------- | ------- | -------- | ----- | --------- |
| Thuis | 0 – 2 | 5 – 1       | 2 – 3 | 3 – 1 | 1 – 0 | 1 – 0     | 2 – 0         | 3 – 0   | 1 – 2 | 4 – 1 | 2 – 1      | 2 – 3   | 3 – 0    | 2 – 2 | 0 – 0     |
| Uit   | 1 – 6 | 7 – 1       | 6 – 1 | 3 – 1 | 1 – 2 | 1 – 2     | 0 – 3         | 3 – 2   | 5 – 1 | 2 – 3 | 3 – 0      | 1 – 1   | 3 – 3    | 1 – 1 | 1 – 1     |

### KNVB beker
| 1e ronde                                                  | Spartaan '20                                                     | 2 – 3 (2 – 0) | SVV                                             |
| 26 december 1957 Plaats: Rotterdam Sportpark Spartaan '20 | Jan van Stralen 10', 28'                                         |               | 51' Jo Maltha 69' Henk Könemann 76' Cor Corbeau |
| 2e ronde                                                  | Stormvogels                                                      | 4 – 2 (2 – 0) | SVV                                             |
| 16 februari 1958 Plaats: Velsen Schoonenberg              | Henk Tap 15' (e.d.) Henk Groot 20' Henk Janssen Toon de Boer 40' |               | 7', 67' Cor Corbeau                             |

## Statistieken SVV 1957/1958

### Eindstand SVV in de Nederlandse Eerste divisie A 1957 / 1958
| Stand | Gespeeld | Gewonnen | Gelijk | Verloren | Punten | Doelpunten voor | Doelpunten tegen |
| ----- | -------- | -------- | ------ | -------- | ------ | --------------- | ---------------- |
| 7e    | 30       | 14       | 6      | 10       | 34     | 59              | 54               |

### Topscorers
| #                 | Naam                | Goal |
| ----------------- | ------------------- | ---- |
| 1.                | Cor Corbeau         | 16   |
| 2.                | Gerrit van Pelt     | 15   |
| 3.                | Henk Könemann       | 6    |
| 3.                | Kees Maltha         | 6    |
| 5.                | Nol van de Haterd   | 2    |
| 5.                | Benny van Hees      | 2    |
| 5.                | Hans Hekman         | 2    |
| 5.                | Jan Offerman        | 2    |
| 5.                | Leen Weeda          | 2    |
| 10.               | Nicolaas Bisschop   | 1    |
| 10.               | Jan Lindhout        | 1    |
| 10.               | Frans van den Oever | 1    |
| 10.               | Gerard Slavenburg   | 1    |
| 10.               | Ton Valk            | 1    |
| Onbekend doelpunt |                     |      |
| –                 | Onbekend            | 1    |
| Totaal            | Totaal              | 59   |

| #      | Naam          | Goal |
| ------ | ------------- | ---- |
| 1.     | Cor Corbeau   | 3    |
| 2.     | Henk Könemann | 1    |
| 2.     | Jo Maltha     | 1    |
| Totaal | Totaal        | 5    |